# Гирс, Константин Александрович
Константин Александрович Гирс (1829—1888) — контр-адмирал Российского императорского флота.

## Биография
Константин Гирс родился 9 февраля 1829 года в дворянской семье; сын инспектора пограничной стражи, генерал-майора Александра Карловича Гирса (1785—1859) от брака с Елизаветой фон Тифенбах (1802—1861), двоюродный брат сенатора Александра Карловича и писателя Дмитрия Константиновича.
Получив образование в Морском кадетском корпусе, 5 августа 1845 года был произведен в мичманы.
В 1849—1850 гг. служил на Балтийском флоте на корабле «Ингерманландия», а затем был переведен в Черноморский флот Российской империи.

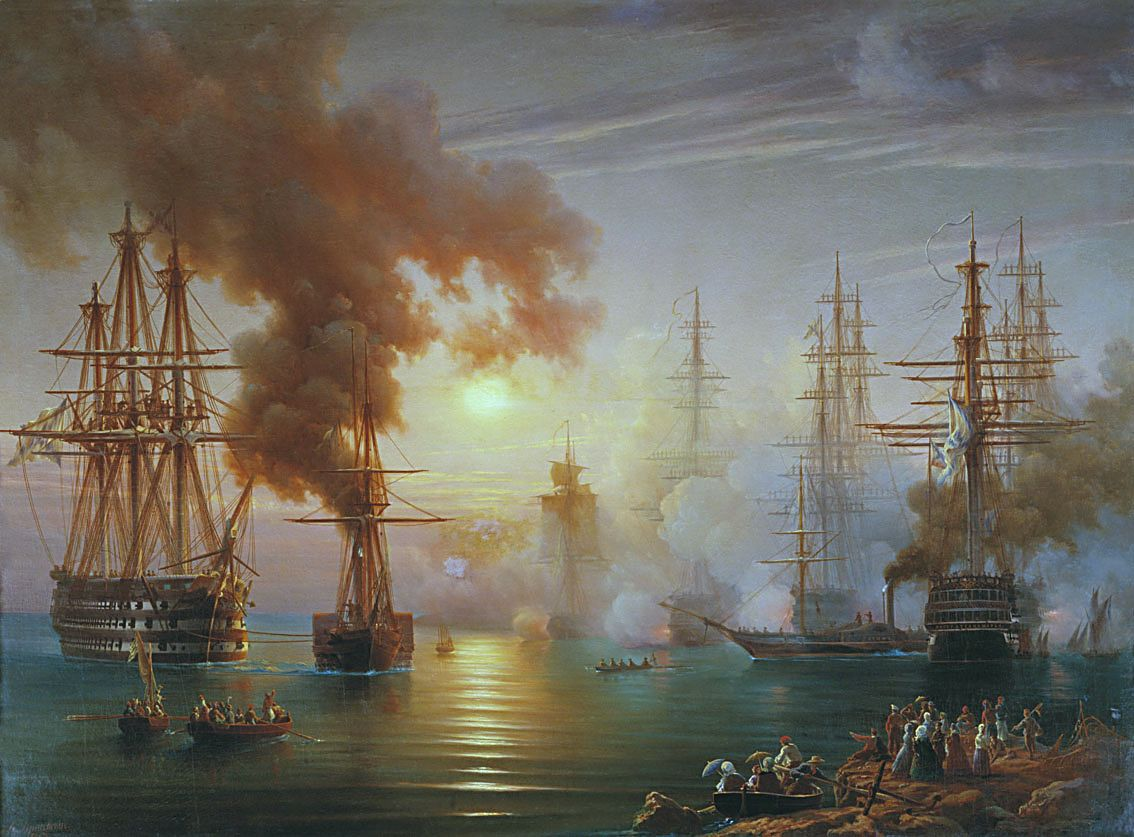
Эпизод Крымской войны

В 1853—1854 гг. К. А. Гирс находился на фрегате «Коварна». Во время Крымской кампании принимал участие в обороне Севастополя: с 13 сентября 1854 до 23 апреля 1855 года был на батарее на Малаховом кургане, а затем состоял флаг-офицером при начальнике винтовой флотилии контр-адмирале Мофете и на винтовой лодке «Бурун» участвовал в бою с англичанами у Толбухина маяка. За Севастопольскую кампанию награждён орденом Святого Владимира 4 степени с мечами и бантом.
2 июля 1855 года Константин Александрович Гирс был прикомандирован к гвардейскому экипажу, а 20 февраля 1856 года переведён туда.
В 1856 году командовал винтовой лодкой «Прибой», в 1856—1857 гг. на фрегате «Кастор» совершил плавание в Средиземное море, в 1858 году состоял на паровой яхте «Александрия», а затем командовал: яхтой «Королева Виктория» (1858), яхтой-люгером «Нева» (1859), винтовой лодкой «Зыбь» (1859), яхтами «Никса» и «Забава» (1860—1866) и яхтой «Забава» (1867—1868).
1 января 1862 года Гирс был произведён командованием в капитан-лейтенанты. 21 января 1869 года назначен начальником порта Петергофа (состоял в этой должности до 1874 года) и заведующим загородными Императорскими судами.
1 января 1870 года он был произведён в капитаны 2-го ранга и 8 февраля 1873 года — в капитаны 1-го ранга.
В 1878 году Гирс был награждён орденом Святого Владимира 3 степени.
1 января 1885 году он был произведен в контр-адмиралы и назначен командиром порта Свеаборга.
1 января 1888 года был удостоен ордена Святого Станислава 1 степени.
Константин Александрович Гирс умер 21 февраля 1888 года в Гельсингфорсе (ныне Хельсинки) и был погребён в городе Санкт-Петербурге на Митрофановском кладбище.
Жена — Анна Веселаго (1838 — 20 ноя 1902), дочь вице-адмирала Иосифа Ивановича Веселаго.
Его сын Владимир (мать — Ольга Арсеньевна Ставцовская) пошёл по стопам отца и дослужился до вице-адмирала Российского императорского флота (был убит чекистами в ходе красного террора); внук Игорь (1902—1976) — учёный, инженер-кораблестроитель, специалист в области гидродинамики корабля, изобретатель и новатор, кандидат технических наук, автор первого учебника по сопротивлению воды движению судов (как и многие потомственные дворяне, был репрессирован большевиками как «космополит и предатель»).